# Narodni park Kangčendzenga
Narodni park Kangčendzenga je narodni park in biosferni rezervat v Sikimu v Indiji. Julija 2016 je bil uvrščen na Unescov seznam svetovne dediščine in tako postal prvo območje 'mešane dediščine' v Indiji. Uvrščen je bil v Unescov program Človek in biosfera. Park je dobil ime po gori Kangčendzenga, ki je tretji najvišji vrh na svetu z višino 8586 m. Skupna površina parka je 849,5 km².

## Zgodovina
Samostan Tholung (tibetanščina: ཋོལུང་དགོན་པ་, Wylie: Tho Lung dgon pa) je gompa in stoji v varovalnem pasu narodnega parka. Velja za enega najbolj svetih samostanov v Sikimu.

To gompo je v začetku 18. stoletja prvotno zgradil Čogjal Phuncog Namgjal II. Vključuje edinstvene in cenjene rokopise in relikvije iz drugih gomp, ki so bile tam postavljene zaradi zaščite v času nepalske invazije na območje ob koncu 17. in v začetku 19. stoletja. Samostan vsebuje kovinski čorten, v katerem je skrit pepel inkarnacije čaščenega Lame Lacun Čembo. Vsi ti artefakti so shranjeni v več kot ducatu škatel, ki jih nadzoruje vlada Sikima. Vsaka tri leta se artefakti razkrijejo javnosti med slovesnostjo Kamsil v aprilu. Sledi šoli Njingmapa tibetanskega budizma. Je del svetovne dediščine.

## Geografija
Park Kangčendzenga je v okrožjih Mangan in Gjalšing v indijski zvezni državi Sikim. Ima nadmorsko višino od 1829 m do več kot 8550 m in površino 849,50 km². Je eden redkih visokogorskih narodnih parkov v Indiji in je bil pred kratkim vključen na Unescov seznam svetovne dediščine z mešanimi merili.
Na severu meji na narodni naravni rezervat Qomolangma v Tibetu, na zahodu pa na ohranitveno območje Kangčendzenga v Nepalu.

### Podnebje
V zimskih mesecih je sneženje močno in monsunske plohe se pojavljajo od maja do sredine oktobra.

### Rastlinstvo
Vegetacija parka vključuje zmerne širokolistne in mešane gozdove, ki jih sestavljajo hrasti, jelke, breze, javorji in vrbe. Vegetacija parka vključuje tudi alpske trave in grmovnice na višjih nadmorskih višinah ter številne zdravilne rastline in zelišča.

### Živalstvo
V parku je veliko vrst sesalcev, vključno: mošusni jelen, indijski leopard, snežni leopard, himalajski tahr, rdeči volk, šobar, cibetke, himalajski črni medved (Ursus thibetanus laniger), rdeči panda, kiang (Equus kiang), baral (Pseudois nayaur), sumatrski serov (Capricornis sumatraensis), goral in takin, plazilci, vključno navadni gož in Russellov gad (Daboia russelii).
Študija iz leta 2014 je razkrila, da je rdeči volk na tem območju postal zelo redek. Divji psi v biosfernem rezervatu Kangčendzenga naj bi pripadali redki in genetsko ločeni podvrsti C. a. primaevus.
V parku najdemo približno 550 vrst ptic, vključno: krvna jerebica (Ithaginis cruentus), škrlatno rogati fazan (tragopan satyra), ribji orel, himalajski jastreb (Gyps himalayensis), brkati ser, zahodni rogati fazan (Tragopan melanocephalus), zeleni golob, tibetanski snežni golob (Tetraogallus tibetanus), snežni golob (Columba leuconota), himalajski monal (Lophophorus impejanus), azijska smaragdna kukavica (Chrysococcyx maculatus), medosesi in orli.